# Knotek Jičín

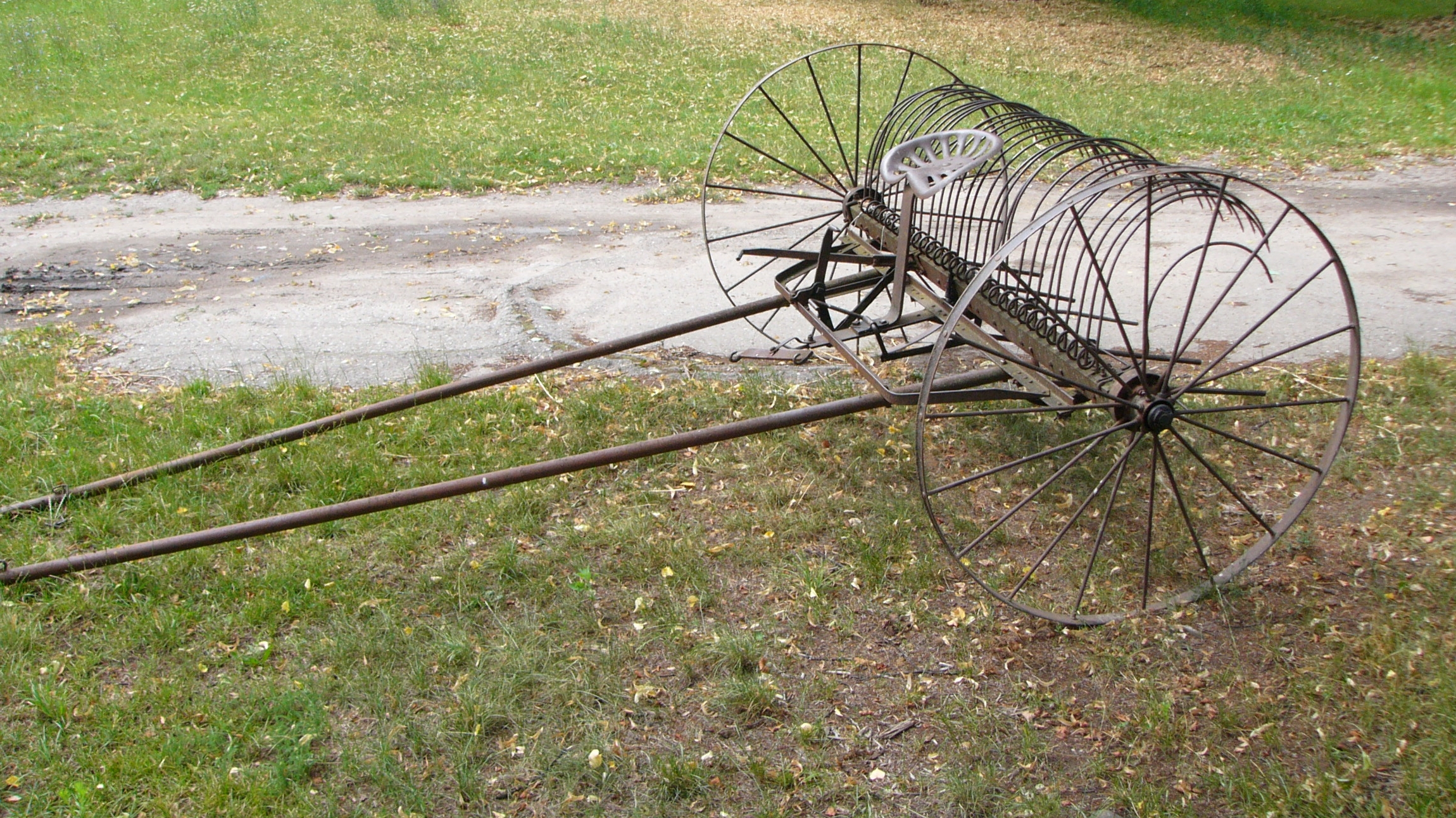
Obraceč sena: Knotkova celoželezná pohrabovačka samovyklápěcí, vzor "F". Vyráběly se ve verzích 24/32 a 27/36 prutů

Knotek Jičín (původním názvem Sklad hospodářských strojů a potřeb hospodářských v Jičíně) byla česká firma z Jičína, vyrábějící zemědělské stroje a založená v roce 1880.

## Historie a současnost
Společnost Knotek založili bratři Antonín a František Knotkové z Jičína. Pocházeli ze selského rodu Knotků z Velké Vsi. Oba bratři studovali v Praze, kde posléze pracovali jako bankovní úředníci. V roce 1880 založili společně v Jičíně Sklad hospodářských strojů a potřeb hospodářských. Jednalo se o železářský obchod a sklad, sortiment tvořily stroje, pumpy, pluhy, hnojiva, ráfy, nápravy apod. Nabídka byla určena pro malé i velké zemědělce, sedláře, truhláře a jiné řemeslníky. Firma sídlila v Jičíně na Valdštejnově náměstí čp. 4.
Již od počátku obchod prosperoval. V 80. letech 19. století bratři postupně rozšířili sortiment zboží a začali sami vyrábět zemědělské stroje, např. pluhy, žentoury, žentourové mlátičky, mlýnky na čištění obilí, a také zejména secí zemědělské stroje opravovali.
Roku 1888 zakoupil František Knotek pozemky mezi nádražím a silnicí do Popovic. Na nich byla postavena strojovna s kotelnou a komínem, na niž navazovala zámečnická dílna, kovárna i truhlárna jako jeden celek. Na těchto místech pak byla založena továrna na výrobu hospodářských strojů a nářadí Knotek a spol. Do společnosti byl přibrán třetí bratr – Josef Knotek.
Roku 1891 se v továrně již vyráběly zejména pluhy, secí stroje, plečky, obraceče, pohrabovače a mlátičky, sortiment byl rozšířen o travní a obilní žací stroje podle amerických patentů. Prodej se dařil nejen na českém trhu a na trzích celé habsburské monarchie, ale i v carském Rusku. Roku 1896 se do společnosti přidal i čtvrtý bratr – Václav Knotek. Společnost se po tomto roce již zaměřila výhradně na žací stroje. 
Roku 1904 došlo k výrobě prvního samovazače v Rakousku-Uhersku. Ten se stal hlavním vývozním artiklem nejen po Rakousku-Uhersku, ale i po zahraničí – konkrétně v Rusku. Ve Lvově byl zřízen prodejní sklad.
Během první světové války došlo k postupnému omezování výroby. Roku 1923 začala výroba ocelových žabek a vložek do kovaných a odlévaných prstů k žacím lištám, které byly do té doby dováženy z Německa. Na přelomu let 1925 a 1926 byla založena v srbském Novém Sadu společnost "ERMA, Knotek i drugovi". Společnost byla ve 100 % vlastnictví Knotků. Jednalo se o montovnu a lakovnu hospodářských strojů.
V letech 1936–1938 nastalo oživení a začal největší rozmach firmy. Počet zaměstnanců vzrostl do roku 1938 až na 750, vyrobilo se 8 650 různých strojů – mj. 3 000 travních žacích strojů, 2 200 obilních žacích strojů, 480 vazačů, 800 pohrabovačů, 600 obracečů. Během druhé světové války výroba opět klesla, počet zaměstnanců se snížil na polovinu.
Dne 27. července 1945 byl podnik převeden pod národní správu, dne 27. prosince 1945 byl znárodněn a poté začleněn do národního podniku Agrostroj, závod Knotex. Po roce 1948 byla rodina zakladatelů vystěhována z objektu závodu. Roku 1950 se změnil název na Agrostroj Jičín.
Po roce 1990 byla změněna forma podnikání na státní podnik Agrostroj Jičín. V roce 1994 byla zahájena privatizace podniku, většinový počet akcii získala firma Seco, a. s. Turnov. V roce 2002 byl změněn název společnosti na Seco Group, později na Seco Industries a pod tímto názvem funguje firma dodnes.